# Happy Trails
Happy Trails is een videospel voor het platform Intellivision. Het spel werd uitgebracht in 1983.

## Ontvangst
| Beoordeeld door       | Datum           | Score |
| --------------------- | --------------- | ----- |
| The Video Game Critic | 9 november 2001 | 100%  |
| Tilt                  | september 1983  | 83%   |
| TeleMatch             | juli 1983       | 80%   |